# Gmina związkowa Weida-Land
Gmina związkowa Weida-Land (niem. Verbandsgemeinde Weida-Land) - gmina związkowa w Niemczech, w kraju związkowym Saksonia-Anhalt, w powiecie Saale. Siedziba gminy związkowej znajduje się w miejscowości Nemsdorf-Göhrendorf.
Gmina związkowa zrzesza sześć gmin, w tym jedno miasto oraz pięć gmin wiejskich: 
- Barnstädt
- Farnstädt
- Nemsdorf-Göhrendorf
- Obhausen
- Schraplau
- Steigra